# Gennaro Picinni
Gennaro Picinni (Bari, 20 luglio 1933 – Bari, 30 agosto 2022) è stato un pittore italiano di fama nazionale.

## Biografia
A partire dagli anni cinquanta Picinni dette grande impulso alla propria vena artistica, partecipando a diverse competizioni a livello provinciale che accrebbero la sua fama di pittore.
Nei primi anni di attività si dedicò alla realizzazione di opere dai toni surrealistici e astrattistici.
Nel 1959 vinse il 1º Premio alla terza Biennale Internazionale del Mediterraneo di Alessandria d'Egitto.
Per tutti gli anni sessanta e anni settanta instancabile percorse la strada del successo.
Al culmine della sua carriera, essendosi dedicato alla pittura a soggetto religioso, poté vedere alcuni suoi dipinti entrare nelle bacheche dei Musei Vaticani.